# Richard Garriott
Richard Allen Garriott (Cambridge, 4 juli 1961) is een Brits-Amerikaans computerspelontwikkelaar en ondernemer (oprichter van Origin Systems). Hij is ook bekend onder zijn pseudoniemen Lord British in de Ultima computerrollenspelreeks (waarvan Ultima Online geldt als een vroege pionier in het MMORPG-genre) en General British in het MMORPG-spel Tabula Rasa. Garriott is een bekende persoonlijkheid in de computerspelwereld en was oorspronkelijk een spelontwikkelaar en programmeur en is ook zakelijk actief in deze industrie.

## Ruimtetoerist
Op 12 oktober 2008 werd Garriott in de ruimte gelanceerd  aan boord van Sojoez TMA-13 naar het internationaal ruimtestation als de zesde zelfgefinancierde ruimtetoerist. In 2020 werd bekend dat hij toen een deel van de as van de in 2005 overleden Star Trek-acteur James Doohan aan boord smokkelde, nadat officiële verzoeken daartoe werden afgewezen. Twaalf dagen later keerde hij terug naar de Aarde aan boord van Sojoez TMA-12.
Hij is de zoon van ruimtevaarder Owen Garriott.